# James Maxwell Bardeen
James Maxwell Bardeen (Mineápolis, 9 de mayo de 1939 - Seattle, 20 de junio de 2022) fue un físico, astrofísico y profesor universitario estadounidense, conocido por su trabajo en el campo de la relatividad general, particularmente en la formulación de las leyes mecánicas de los agujeros negros. También descubrió el llamado "vacío de Bardeen", una solución exacta a la ecuación del campo de Einstein.

## Biografía
En 1960 Bardeen se graduó en la Universidad de Harvard, consiguiendo su doctorado en el Caltech bajo dirección de Richard Feynman. Es profesor emérito de física en la Universidad de Washington, en Seattle.
Bardeen es hijo del dos veces laureado con el premios Nobel John Bardeen. Su hermano, William A. Bardeen, es también físico, y su hermana está casada con un físico.